# Hugo Cabral
Hugo da Silva Cabral (São João de Meriti, 6 settembre 1988) è un calciatore brasiliano, attaccante del Madureira.

## Carriera
Ha giocato nella seconda divisione brasiliana e nella prima divisione dei campionati brasiliano e cipriota.